# 귀신을 보는 눈: 동안
《귀신을 보는 눈: 동안》(童眼, Child's Eye)은 홍콩에서 제작된 옥사이드 팽 감독의 2010년 공포 영화이다. 양승림 등이 주연으로 출연하였고 임소강 등이 제작에 참여하였다.

## 출연

### 주연
- 양승림
- 강약림
- 하준위
- 임가동
- 여문락
- 곡조림

## 기타
- 조감독: 진혜기